# Helle Juul
Helle Juul, född 29 juni 1954 i Vester Hjermitslev, är en dansk arkitekt. Hon har bland annat undervisat vid Kunstakademiets Arkitektskole och varit med om att arrangera arkitektur- och designutställningar, t.ex. Innovation via Design på Louisiana 1990.
Helle Juul och Flemming Frost från arkitektbyrån Juul Frost Arkitekter har varit involverade i flera projekt där man skapar integrerade campusområden som ger upphov till synergieffekter mellan utbildningsinstitutioner och det ekonomiska livet i de områden där dessa ligger. Exempel på campusområden som de har varit med om att skapa är Malmö högskola (som sedan 2018 heter Malmö universitet) och Handelshögskolan vid Örebro universitet.
Juul valdes 2024 till ordförande för International Urban Development Association, INTA.